# Wolfram Setz
Wolfram Setz (geboren am 7. Juli 1941 in Stralsund; gestorben am 14. August 2023 in Hamburg) war ein deutscher Historiker, Herausgeber, Übersetzer und Essayist.

## Leben

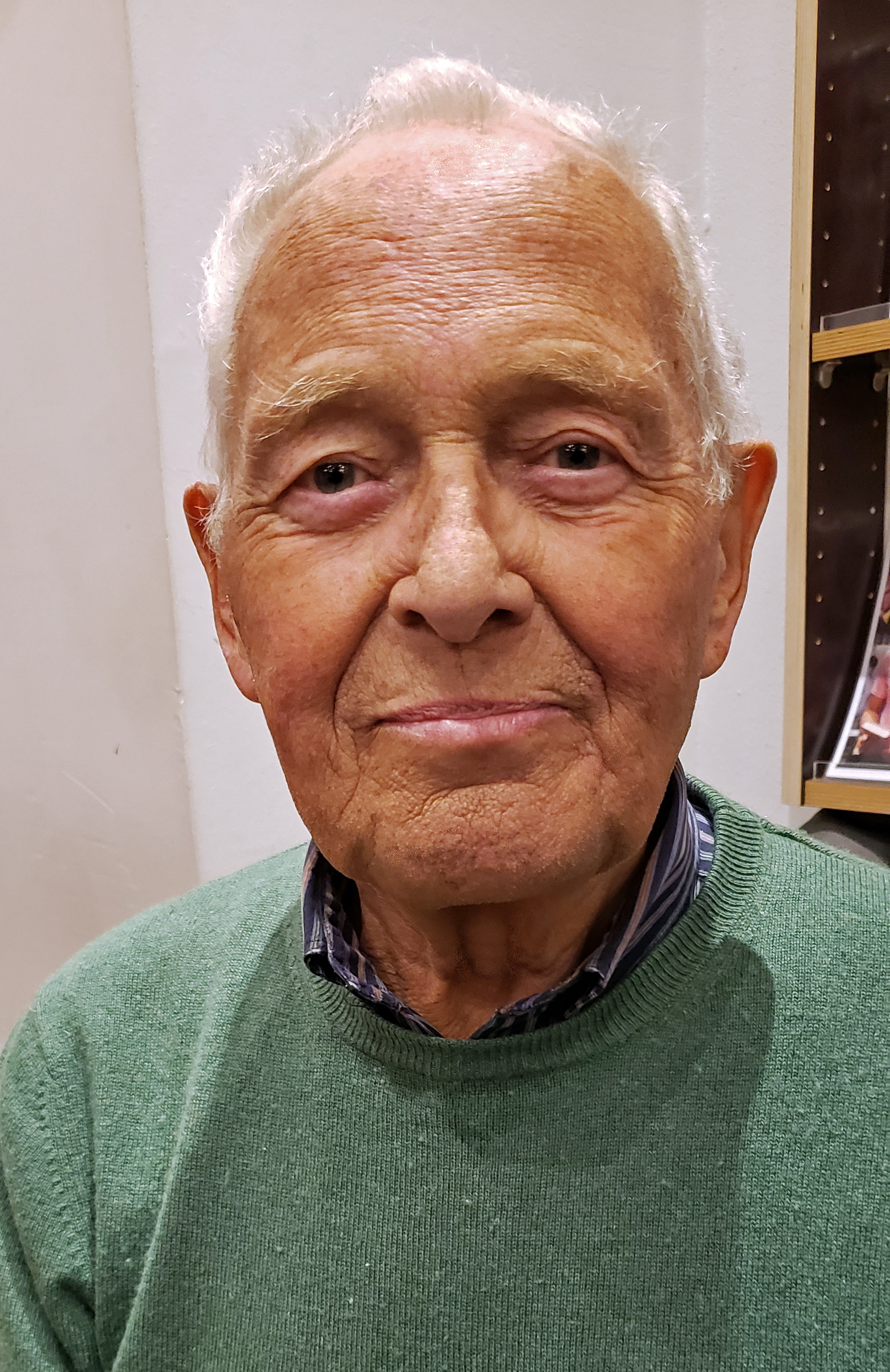
Wolfram Setz (2022)

Setz war nach dem Studium an den Universitäten Köln und Tübingen und nach der Promotion mit einer Arbeit über Lorenzo Vallas Schrift gegen die Konstantinische Schenkung Mitarbeiter der Monumenta Germaniae Historica in München. Ab 2004 lebte er in Hamburg.
Ab 1991 war Setz Herausgeber der Bibliothek rosa Winkel (anfangs im Verlag Rosa Winkel, seit 2001 im Männerschwarm Verlag), in der 2022 der 80. Band erschienen ist. Die Bibliothek rosa Winkel versammelt literarisch und historisch relevante Texte zur Emanzipationsgeschichte der Homosexuellen in Europa. Die Wiederentdeckung des schwulen Vorkämpfers Karl Heinrich Ulrichs (1825–1895) unterstützte Setz durch mehrere Publikationen; 2006 begründete er durch eine Zustiftung bei der Hannchen-Mehrzweck-Stiftung (hms) ebenda den Karl-Heinrich-Ulrichs-Fonds, dessen Förderschwerpunkt in der Erforschung, Dokumentation und Darstellung der Geschichte queerer Personen liegt.
Setz war Herausgeber der Buchreihe Homosexualität und Literatur im Verlag rosa Winkel (12 Bände, 1981–1999) und Mitherausgeber der wissenschaftlichen Zeitschrift Forum Homosexualität und Literatur (1987–2007). Schwulenpolitisch engagierte er sich unter anderem als Gründungsmitglied (1986) und über einige Jahre als Vorstandsmitglied im Bundesverband Homosexualität (bis zu dessen Auflösung 1997).
Das forum homosexualität münchen e. V. distanzierte sich 2017 „ausdrücklich“ von Wolfram Setz, nachdem dieser sich bei einer Rede bei dem Forum ohne Absprache zum Thema Pädophilie geäußert und gefordert hatte, die Anstrengungen der LGBTQ+ Community auf Anerkennung müssten auch Pädophile miteinbeziehen. Das forum homosexualität kritisierte insbesondere, dass Setz bei seinem Auftritt „Karl Heinz Ulrichs für pädosexuelle Anliegen instrumentalisiert“ habe.
Im November 2022 war Setz Mitunterzeichner einer Protestnote verschiedener Akademiker, die sich darin gegen eine Verleumdungskampagne gegen den Soziologen Rüdiger Lautmann positionierten.
Wolfram Setz starb am 14. August 2023 im Alter von 82 Jahren in Hamburg. Die Urnenbeisetzung fand im Oktober im Ruhewald auf dem Friedhof Ohlsdorf statt.

## Schriften (Auswahl)

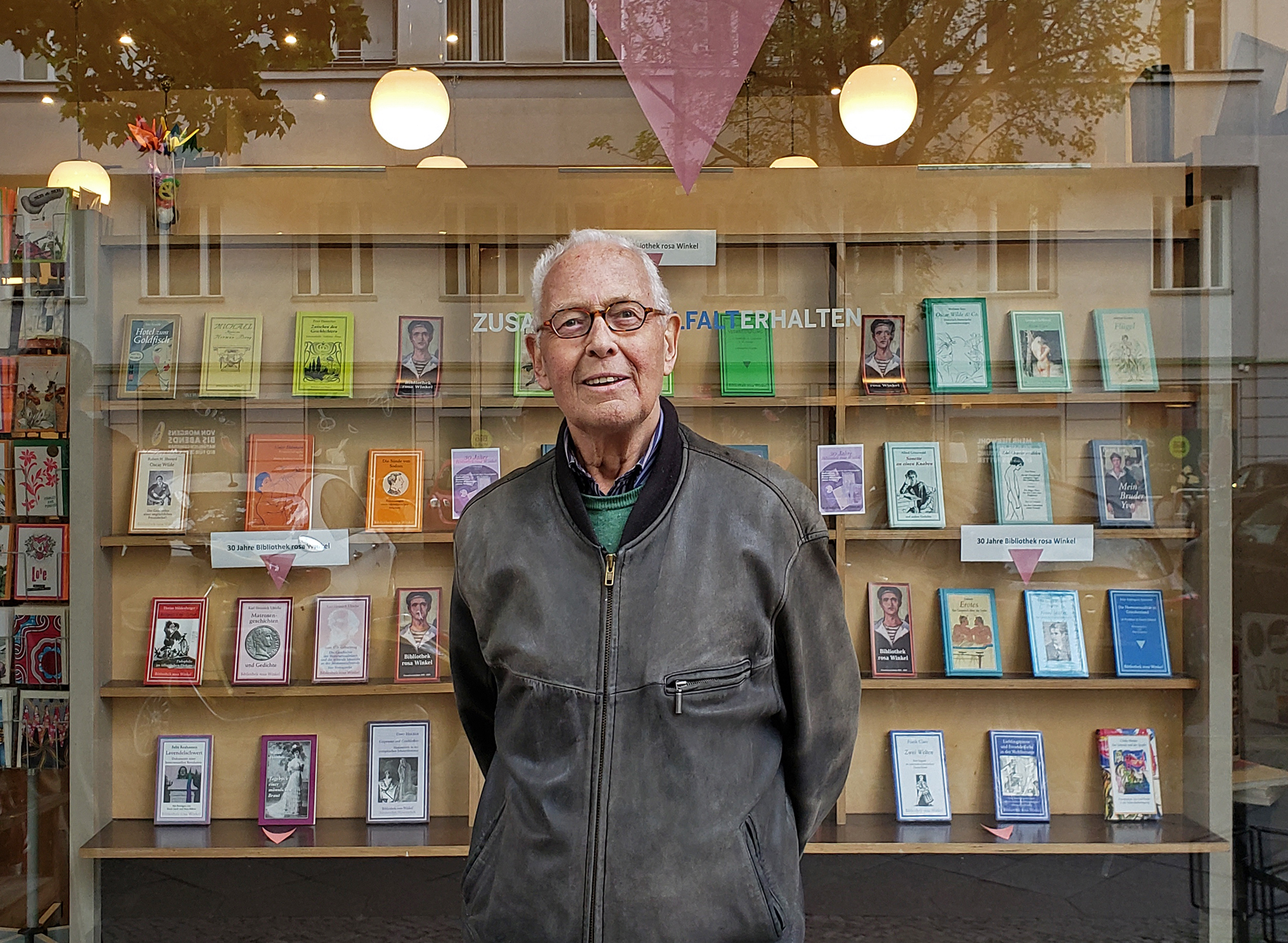
Wolfram Setz vor von ihm verantworteten Titeln der Bibliothek rosa Winkel (2022)

- Lorenzo Vallas Schrift gegen die konstantinische Schenkung. Zur Interpretation und Wirkungsgeschichte = De falso credita et ementita Constantini donatione (= Bibliothek des Deutschen Historischen Instituts in Rom. Band 44). Niemeyer, Tübingen 1975, ISBN 3-484-80063-1 (zugleich: Dissertation, Universität Tübingen, 1971, 197, 50 Seiten).
- Lorenzo Valla: De falso credita et ementita Constantini donatione (= MGH: Quellen zur Geistesgeschichte des Mittelalters. Band 10). Hermann Böhlaus Nachfolger, Weimar 1976 (Hrsg.).
- Erich Bethe: Die dorische Knabenliebe. Ihre Ethik und ihre Idee. Rosa Winkel, Berlin 1983 (Hrsg.).
- Paul Verlaine: Männer. Hombres. Nachdruck der Ausgabe von 1920. Rosa Winkel, Berlin 1986 (Hrsg.).
- Das Hohelied der Knabenliebe. Erotische Gedichte aus der Griechischen Anthologie., Rosa Winkel, Berlin 1987.
- Der Roman eines Konträrsexuellen. Eine Autobiographie. Rosa Winkel, Berlin 1991 (Hrsg.).
- Hubert Kennedy: Der Kreis. Eine Zeitschrift und ihr Programm Rosa Winkel, Berlin 1999 (Übers.).
- Die Sünde von Sodom. Erinnerungen eines viktorianischen Strichers. Rosa Winkel, Berlin 1995 – Neuauflage MännerschwarmSkript, Hamburg 2005 (Übers. u. Hrsg.).
- Thijs Maasen: Pädagogischer Eros. Gustav Wyneken und die Freie Schulgemeinde Wickersdorf. Rosa Winkel, Berlin 1995 (Red. Bearb.).
- Xavier Mayne (Edward Irenaeus Prime-Stevenson): Imre. Eine psychologische Romanze. Rosa Winkel, Berlin 1997 (Hrsg.).
- Karl Heinrich Ulrichs: Matrosengeschichten und Gedichte. Ein Lesebuch. Rosa Winkel, Berlin 1998 (Zusammenstellung).
- Karl Heinrich Ulrichs zu Ehren. Materialien zu Leben und Werk. Rosa Winkel, Berlin 2000 (Hrsg.).
- Die Geschichte der Homosexualitäten und die schwule Identität an der Jahrtausendwende. Eine Vortragsreihe aus Anlaß des 175. Geburtstags von Karl Heinrich Ulrichs. Rosa Winkel, Berlin 2000 (Hrsg.).
- Karl Heinrich Ulrichs zum 175. Geburtstag. Ein (Ge)Denkblatt. Forum Homosexualität und Geschichte, München 2000.
- Karl Heinrich Ulrichs: München, 29. August 1867. Forum Homosexualität und Geschichte, München 2000 (Hrsg.).
- Robert H. Sherard: Oscar Wilde. Die Geschichte einer unglücklichen Freundschaft. Rosa Winkel, Berlin 2000 (Nachw.).
- Antonio Rocco: Der Schüler Alkibiades. Ein philosophisch-erotischer Dialog. MännerschwarmSkript, Hamburg 2002 (Übers. und mit einem Dossier hrsg.).
- Neue Funde und Studien zu Karl Heinrich Ulrichs. MännerschwarmSkript, Hamburg 2004 (Hrsg.).
- Jacques d’Adelswärd-Fersen. Dandy und Poet. Annäherungen. MännerschwarmSkript, Hamburg 2005 (Hrsg.).
- Homosexualität in der DDR. Materialien und Meinungen Männerschwarm, Hamburg 2006 (Hrsg.).
- Howard O. Sturgis: Tim. Roman. Männerschwarm, Hamburg 2009 (Nachw.).
- Binet-Valmer: Lucien. Männerschwarm, Hamburg 2009 (Nachw.).
- Adolf Wilbrandt: Fridolins heimliche Ehe. Männerschwarm, Hamburg 2010 (Nachw.).
- Jacques d’Adelswärd-Fersen: Lord Lyllian. Männerschwarm, Hamburg 2010 (Mitübers., Hrsg.).
- Fritz Geron Pernauhm (Guido Hermann Eckardt): Die Infamen. Männerschwarm, Hamburg 2010 (Hrsg.).
- Peter Hamecher: Zwischen den Geschlechtern. Literaturkritik. Gedichte. Prosa. Männerschwarm, Hamburg 2011 (Hrsg.).
- Jules Siber: Seelenwanderung. Männerschwarm, Hamburg 2011 (Hrsg.).
- Homunkulus: Zwischen den Geschlechtern. Roman einer geächteten Leidenschaft. Männerschwarm, Hamburg 2012 (MitHrsg.).
- Herman Bang: Michael. Männerschwarm, Hamburg 2012 (Hrsg.).
- The Sins of the Cities of the Plain. Valancourt Books, Kansas City 2013 (Hrsg.).
- Emil Mario Vacano, Günther von Freiberg: König Phantasus. Roman eines Unglücklichen. Männerschwarm, Hamburg 2014 (Hrsg.).
- Emil Mario Vacano. Eine biographische Skizze. Mit einem Textanhang. Männerschwarm, Hamburg 2014.
- Oscar Wilde & Co. Historisch-literarische Spurensicherungen. Männerschwarm, Hamburg 2016.
- Lukian: Erotes. Ein Gespräch über die Liebe. In der Übersetzung von Hans Licht (Paul Brandt), Männerschwarm, Hamburg 2017 (Hrsg.).
- Luigi Settembrini: Die Neuplatoniker. Ein erotisches Märchen. Übersetzt von Gerd Gauglitz, Männerschwarm, Hamburg 2017 (Nachw.).
- Karl Heinrich Ulrichs: Auf Bienchens Flügeln. Ein Flug um den Erdball in Epigrammen und poetischen Bildern. Nach dem Handexemplar des Autors, Männerschwarm, Hamburg 2017 (Hrsg.).
- Alec Scouffi: Hotel zum Goldfisch. Übersetzt von Karl Blanck und Helene Schauer, Männerschwarm, Berlin 2019 (Nachw.).
- Pierre Loti: Mein Bruder Yves. Übersetzt von Robert Prölß, Männerschwarm, Berlin 2020 (Nachw.).
- Edel-Uranier erzählen. Hans Waldau: Aus der Freundschaft sonnigsten Tagen. Der Liebling Kurt. Konradin: Ein Jünger Platos. Aus dem Leben eines Entgleisten. Theo von Tempesta: Aus dem Liebesleben zweier Freunde. Männerschwarm, Berlin 2021 (Hrsg.).
- Hugo Marcus: Einer sucht den Freund und andere Texte. Ein Lesebuch. Männerschwarm, Berlin 2022 (Hrsg.).
- Franz Siedersleben: Mein Lebenslauf. Männerschwarm, Berlin 2023 (Hrsg. u. Nachw.; postum erschienen).[6]